# ABCM-Zweisprachigkeit
ABCM-Zweisprachigkeit es una asociación educativa y cultural alsaciana, fundada en diciembre de 1990 por Richard Weiss, padre de alumno procedente de Colmar, y Patrick Kleinclaus, padre de alumno de Lutterbach. Weiss y Kleinclaus se invistieron como presidente y vicepresidente de la asociación, respectivamente.
Su objetivo es promover la enseñanza bilingüe alemán-francés, sin descuidar el dialecto alsaciano y el fráncico lorenés, a los niños del antiguo territorio de Alsacia-Lorena desde preescolar. Su presidente es Richard Weiss, y Tomi Ungerer es presidente de honor. La asociación tiene su sede en Schweighouse-sur-Moder.
En 1991 comenzaron las primeras clases en Saverne, Lutterbach e Ingersheim, que a final de año llegaron a contar 5 aulas con 105 alumnos. Aumentaron poco a poco hasta 22 aulas con 463 alumnos en 1998. En 2004, el número de alumnos en las escuelas de la asociación llegó a 749.
Actualmente dispone de dos escuelas en Sarreguemines (Blies y Beausoleil), en el departamento de Mosela, y una en Saverne, Haguenau, Schweighouse-sur-Moder, Estrasburgo, Bindernheim, Ingersheim, Lutterbach y Mulhouse. Recibe subvenciones de Consejo Regional de Alsacia, del Consejo General del Alto Rin y del Consejo General del Bajo Rin, así como del municipio de Sarreguemines.